# Rina Macrelli
Rina Macrelli, vero nome Caterina (Santarcangelo di Romagna, 2 settembre 1929 – Cattolica, 7 novembre 2020), è stata una sceneggiatrice, scrittrice e conduttrice televisiva italiana.
Ricevette anche incarichi come aiuto regista (per Liliana Cavani e altri), assistente alla regia (per Michelangelo Antonioni), traduttrice (per la Rai e per Editori Riuniti), interprete (sul set di alcune produzioni italo-francesi) e direttrice del doppiaggio.
Impegnata sin dagli anni '70 nel movimento femminista romano e ha contribuito alla creazione degli Archivi Lesbici Italiani

## Biografia

### La formazione
In gioventù diede vita, assieme ad altri giovani intellettuali santarcangiolesi, al sodalizio che in seguito divenne noto come E' circal de' giudéizi.
Studentessa presso l'Istituto di Economia e Commercio nella sezione di Lingue e Letterature Straniere dell'Università Ca' Foscari di Venezia, nel 1952 si recò a Parigi con una borsa di studio per svolgere la ricerca della tesi presso la Faculté des Lettres de l'Université de Paris. Tornò in Italia all'inizio del 1954, e si laureò nel luglio di quell'anno con una tesi sui racconti e romanzi di Voltaire assegnata da Italo Siciliano.

### Roma, la Rai, il cinema
Dopo la laurea si trasferì a Roma, dove cominciò a lavorare come insegnante per la scuola interpreti, ma presto iniziò anche a collaborare col cinema e con la televisione. I suoi primi incarichi furono legati alla necessità di avere un assistente che sia anche un buon interprete sul set di film in cui lavorano addetti di varie nazionalità, in particolare francesi. In questo ruolo lavorò con René Clement ne La diga sul Pacifico (1957) e con Roger Vadim in Il sangue e la rosa (1960). Successivamente passa alla traduzione e alla direzione del doppiaggio, come fa per La Messe sur le monde (1963) e Edith Stein (1963) di Dominique Delouche.
La frequentazione del set per l'interpretariato la portò ad avvicinarsi alla regia. Fu assistente di Dominique Delouche in Béatrice ou la servante folle (1958) e aiuto regista di Jaqueline Audry in Le Secret du chevalier d'Éon (1960). In seguito la sua attività cinematografica si slegò dall'interpretariato e iniziò a lavorare sul set di opere televisive: fu assistente alla regia di Alessandro Blasetti ne La lunga strada del ritorno (1962), collaborò con Leandro Castellani per Angelo Roncalli (1964), con Sergio Giordani per La casa Guanella (1964) e Galileo Galilei (1964). Nel 1964 iniziò la sua collaborazione con Liliana Cavani; dapprima con mansioni minori in opere televisive come La casa in Italia (1964), La donna della Resistenza (1965), Gesù mio fratello (1965) e Il giorno della pace (1965); poi segue la Cavani come aiuto regista per il cinema in Francesco d'Assisi (1966) e in Galileo (1968). In seguito sarà anche assistente alla regia di Michelangelo Antonioni in Zabriskie Point (1970).
Lavorò diversi anni per la TV dei ragazzi della Rai. Anche qui ricevette inizialmente incarichi di traduzione e adattamento, ma realizzò anche interviste, e fra il 1962 e il 1964 condusse spesso la rubrica scientifica Mondo d'oggi.
Scrisse soggetto e sceneggiatura dei film TV di Silvio Maestranzi Bernadette Devlin (1971) e Il numero 10 (1972), facenti parte del ciclo "Teatro inchiesta", e inoltre soggetto e sceneggiatura degli sceneggiati televisivi Astronave Terra (1971), Aut aut. Cronaca di una rapina (1976) e la sceneggiatura dello sceneggiato Il passatore (1977-78). Collabora inoltre con Liliana Cavani alla sceneggiatura de Il caso Liuzzo (1976). Sono suoi anche il soggetto e la sceneggiatura de L'olandese scomparso (1974), ma da questa regia la Macrelli decise di ritirare la firma.

### L'attività di saggista
Come scrittrice e saggista si occupò soprattutto di temi storici, politici e sociologici. Nel 1964 raccolse assieme ad Alberto Pacifici testimonianze dirette dei reduci della seconda guerra mondiale da cui trassero un libro intitolato Il coro della guerra, con una introduzione di Alfonso Gatto.
Collaborò anche col movimento femminista, e nel 1980 pubblicò per gli Editori Riuniti L'indegna schiavitù, su Anna Maria Mozzoni e la sua lotta contro la prostituzione di Stato sul finire del XIX secolo.

### La letteratura dialettale
Convinta che la letteratura dialettale fosse un momento importante del movimento neorealista, svolse un ruolo cruciale nello sviluppo della poesia neodialettale santarcangiolese. Nel 1973 organizzò il Seminario popolare su Tonino Guerra e la poesia romagnola, a cui partecipavano anche studiosi di fama nazionale e internazionale, come Tullio De Mauro, Alfredo Stussi, Augusto Campana e Friedrich Schürr. In quegli anni seguì e sostenne Nino Pedretti e Raffaello Baldini che muovevano i loro primi passi nella letteratura, scoprì la poetessa Giuliana Rocchi, curò la pubblicazione della prima raccolta di Gianni Fucci, e lei stessa scrisse in dialetto, traducendo alcuni poeti americani della beat generation e il Miles Gloriosus di Plauto.
Per alcuni di questi autori Macrelli è rimasta un importante punto di riferimento, anche quando erano ormai celebri. In particolare Baldini e Fucci erano soliti inviarle le bozze dei loro componimenti per avere impressioni e suggerimenti.

## Filmografia

### Sceneggiature
- Bernadette Devlin, regia di Silvio Maestranzi (1971)  (ciclo "Teatro-inchiesta")
- Astronave Terra, regia di Alberto Negrin (1971)
- Il numero 10, regia di Silvio Maestranzi (1972)  (ciclo "Teatro-inchiesta")
- Aut aut. Cronaca di una rapina, regia di Silvio Maestranzi (1976)
- Il passatore, regia di Piero Nelli (1977-78)

## Opere

### Saggi
- Alberto Pacifici e Rina Macrelli, Il coro della guerra. Venti storie parlate, a cura di Alfonso Gatto, Bari, Laterza, 1963, OCLC 13579617.
- Rina Macrelli, Ridiamo su Proudhon. Alle origini della teoria neo-patriarcale, Roma, Edizioni Ciclo-Stile del Movimento Femminista Romano, 1979, OCLC 26284280.
- Rina Macrelli, L'indegna schiavitù. Anna Maria Mozzoni e la lotta contro la prostituzione di Stato, Roma, Editori Riuniti, 1980, LCCN 83124828, OCLC 12906755.

### Articoli
- Rina Macrelli, La situazione dell'emigrato nella repubblica federale tedesca, in Rivista di Sociologia, 1972.

### Traduzioni
- 3. Pizarro tra gli incas. Lungo il Rio delle Amazzoni. Magellano intorno al mondo, collana La scoperta del mondo a fumetti, traduzione di Maria Jatosti Memmo e Rina Macrelli, Roma, Editori Riuniti, 1981.
- 7. Il cavallo di ferro. Darwin nelle Galapagos. La traversata dell'Asia, collana La scoperta del mondo a fumetti, traduzione di Rina Macrelli, Roma, Editori Riuniti, 1981.
- Jean-Luc Godard, Introduzione alla vera storia del cinema, traduzione di Maurizio Ciampa e Rina Macrelli, Roma, Editori Riuniti, 1982.

### Curatele
- Gianni Fucci, La morta e e' cazadour, a cura di Rina Macrelli, Rimini, Maggioli, 1981, LCCN 82105370, OCLC 9256365.[22]
- Giuliana Rocchi, La vóita d'una dòna, a cura di Rina Macrelli, Rimini, Maggioli, 1981, LCCN 82126812, OCLC 13502895.
- Giuliana Rocchi, La Madòna di Garzéun, a cura di Rina Macrelli, Rimini, Maggioli, 1986.

## Onorificenze
Nel 2012, assieme a Gianni Fucci e Flavio Nicolini, le è stato conferito l'Arcangelo d'Oro dal Comune di Santarcangelo di Romagna.